# 路上 (小説)

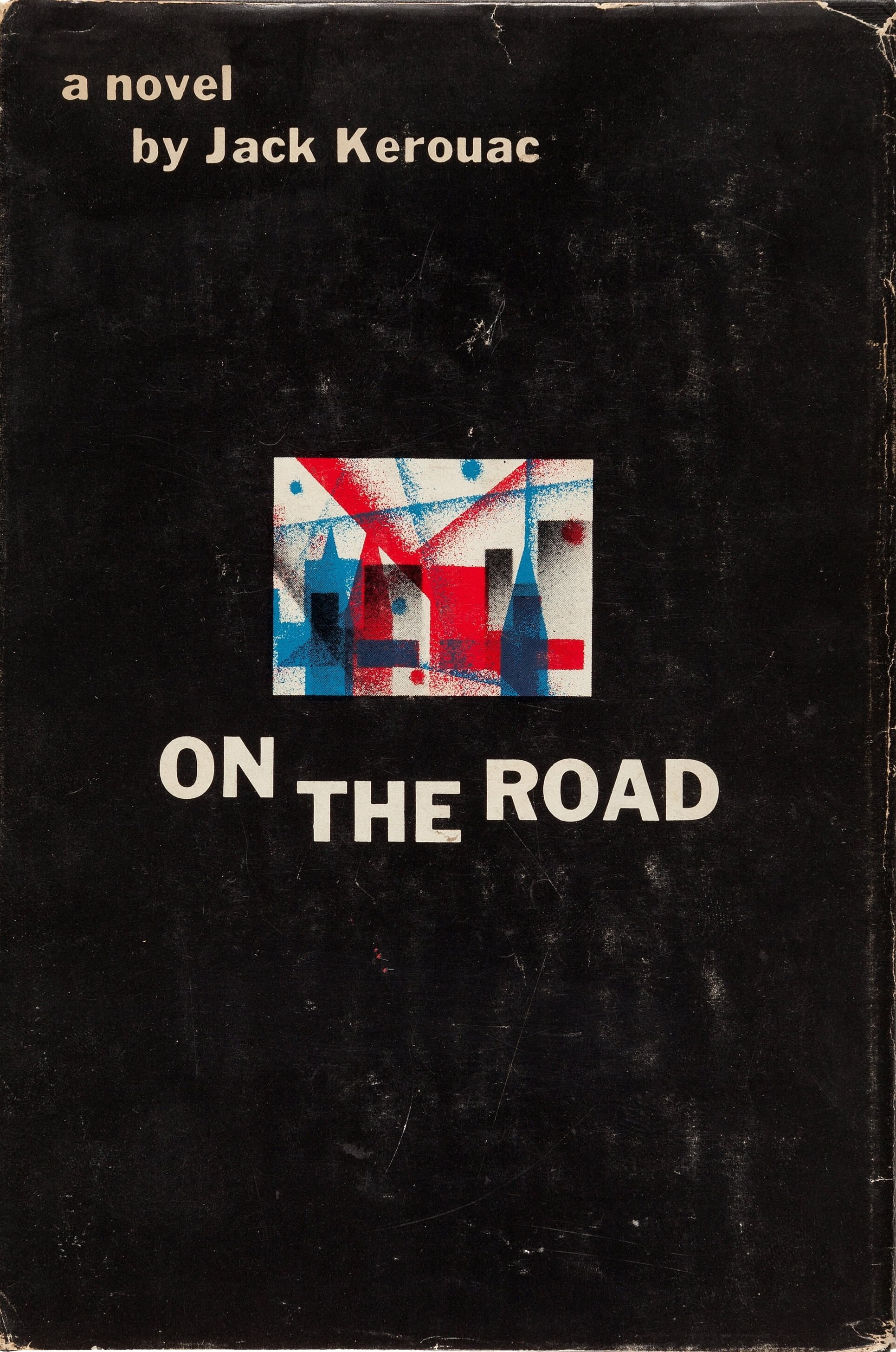

『路上』（ろじょう、原題：On the Road）とはジャック・ケルアックの小説。作者が自らの放浪体験を元に書き上げた自伝的内容の小説である。1951年4月に3週間で書かれ、1957年にヴァイキングプレスから出版された。
日本語訳の題名は、1959年に最初に出版された際は『路上』、2007年に出版された新訳版は『オン・ザ・ロード』。

## 概要
作者の体験が反映された小説であるため主な登場人物の大部分はケルアックの友人がモデルである。その中にはアレン・ギンズバーグ、ウィリアム・バロウズ、ニール・キャサディ等ビート・ジェネレーションの指導的立場に立った人物も含まれている。
1940年代から50年代のアメリカを舞台に、ケルアック自身をモデルにした主人公サル・パラダイスがディーン・モリアーティ（ニール・キャサディがモデル）等とともにアメリカ大陸を自由に放浪する姿が刺激的に描かれ、その新しい価値観は世界中に影響を与えた。特にヒッピーからは熱狂的に支持されカウンターカルチャーにも大きな影響を与えた。
最初の原稿となるものは1951年4月に3週間で一気に書かれたが、紙をいちいち交換していたのでは言葉の流れを妨げて集中の邪魔になるというので、ケルアックは紙をテープでつないで長くしたものを使いタイプで打っていった結果、書きあがった原稿は巻物のように丸まったものであった。その初稿版ではすべての人物が実名で登場しており、長らく幻だったその原稿は2007年の刊行50周年に出版され、後の決定版では削除された箇所もそのまま読める。また2001年にオークションに出品されたロール紙の原稿は、240万ドル（約2億4千万円）で落札され、戦後の文学史上最高値となった。

## 執筆と出版
ケルアックはコロンビア大学を中退した後、ニューヨークに戻って執筆する前に、いくつかの異なる船の乗組員として働いた。彼はビート・ジェネレーションの人物であるアレン・ギンズバーグ、ウィリアム・バロウズ、ニール・キャサディと出会い、交流を持った。1947 年から 1950 年の間に、後に"The Town and the City" (1950) となる原稿を書きながら、ケルアック は"On the Road"の物語を形成する自動車旅行に同行した。 
ケルアックは小さなノートを持ち歩いていたが、そこには波乱に満ちた一連の自動車旅行が繰り広げられたときに書かれたテキストの多くが書かれていた。彼は、1947 年に初めて長期の旅行をしたときの経験に基づいて、1948 年に小説のいくつかのバージョンの最初のバージョンに取り組み始めた。しかし、小説としてはとても満足の行くものではなかった。
友人のニール・キャサディからの 10,000 語にも及ぶとりとめのない手紙に触発されて、ケルアックは 1950 年に「自然な散文の要点」(Essentials of Spontaneous Prose)の概略をまとめ、まるで友人に手紙を書くかのように、キャサディと一緒に旅をしていた彼の年月の物語を、ジャズの流れるような即興演奏のようなスタイルで語ることに決めた。
1961年のある学生への手紙の中で、ケルアックは次のように書いている。「ディーンと私は、そのアメリカを探し、アメリカ人本来の善良さを見つけるために、ホイットマン以降のアメリカを旅することになった。 この作品は、2人のカトリックの仲間が、神を探し求め、アメリカを放浪する物語だった。 そして、私たちは神を見つけたのだ。」

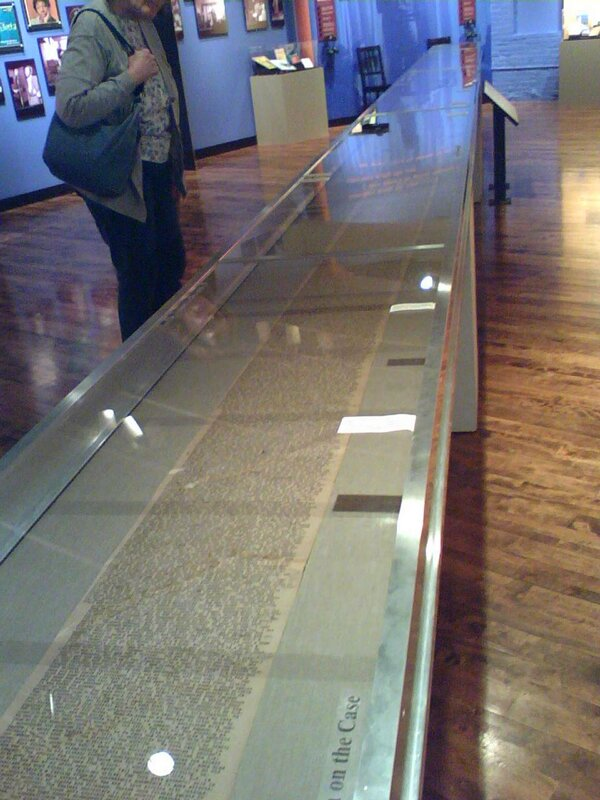
ブート・コットンミルズ博物館で2007年に展示されたスクロール状の草稿

後に出版される小説の最初の草案は、1951年 4月の 3週間で書いたとケルアックはインタビューで答えている。当時、ケルアックは、ニューヨーク市マンハッタンの西 20 番街 454 番地で、2 番目の妻であるジョーン・ハバティと暮らしていた。原稿は、彼が「スクロール」と呼んだものにタイプされていた。これは、120 フィート (37 m) の連続したトレーシング ペーパー シートの巻物で、サイズに合わせてカットし、接着テープで留められた。 巻物は、マージンや段落区切りなしでシングルスペースでタイプされていた。その後、数年間、ケルアックはこの原稿の改訂を続け、いくつかのセクション (1950年代当時ではポルノと見なされた性的描写を含む) を削除し、より小さな文学的な文章を追加した。
ケルアックは、1951年から1952年の間に『路上』のために多くの挿入エピソードを書いたが、最終的に原稿からそれらを省略し、それらを使用して別の作品である"Visions of Cody"（1951–1952）の下敷きにした。「路上」は、バイキング・プレス社内でマルコム カウリーによって擁護され、1951 年の改訂版原稿に基づいて、1957 年にバイキングから出版された。フォーマットの違いに加えて、出版された小説は元のスクロール原稿よりも短く、すべての主要な登場人物に仮名を使用していた.
バイキング・プレス、オリジナルの出版から 50 周年を記念して、"On the Road: The Original Scroll" (2007 年 8 月 16 日)というタイトルのオリジナルの原稿をわずかに編集したバージョンをリリースした。このバージョンは、英国の学者で小説家のハワード・カネル博士によって書き起こされ、編集されている。あからさまな内容のために原案から切り出された内容を含むだけでなく、スクロール版ではディーン・モリアーティはニール・キャサディになり、カルロ・マルクスはアレン・ギンズバーグになるなど主人公の実名を使用している。

2007 年、モントリオールの日刊紙"Le Devoir" のジャーナリストである ガブリエル・アンティル は、ニューヨークにあるケルアックの個人アーカイブで、完全にケベック語のフランス語で書かれた約 200 ページの彼の著作を発見した。このコレクションには、1951年 1月 19日に書かれた未完成版の「路上」の 10ページの原稿が含まれていた。
「路上」のオリジナルのスクロールは、2001 年にジム・アーセイによって243 万ドル (2021 年には 372 万ドルに相当) で購入された。時折、最初の 30 フィート (9 m) が展開されて一般公開されている。2004 年から 2012 年にかけて、このスクロールは米国、アイルランド、英国のいくつかの美術館や図書館で展示された。また原作の映画化を記念して、2012年夏にパリで展示されている。

## あらすじ
この本の 2人の主役は、語り手であるサル・パラダイスと、彼の友人であるディーン・モリアーティである。ディーン・モリアーティは、彼の気苦労のない態度と冒険心、自由奔放な一匹狼であり、あらゆるキックを探求することに熱心で、サルの旅のインスピレーションと触媒となっている。
この小説は 5 つの部分で構成されており、そのうちの 3 つはモリアーティとの遠征を描いている。物語は 1947 年から 1950 年にかけて行われ、アメリカーナに満ちており、「チャーリー・パーカーのOrnithology(オーニソロジー)とマイルス・デイビスで始まった新時代の間のどこか」というジャズ史の特定の時代を示している。(第一部、3) この小説は主に自伝的であり、サルは著者の分身であり、ディーンはニール・キャサディの仮名である。サル・パラダイスは、ケルアックのように、物語の過程で タイトルは明らかではないが、2 冊の本を出版した作家である。

### 第一部
最初のセクションでは、サル のサンフランシスコへの最初の旅について語られる。離婚の後、ドン底まで落ち込んでいた彼の人生は、「人生に最高にハイになっている」ディーン・モリアーティと出会い、道の自由を切望し始めたときに変わり始める。「途中のどこかで女たちに、未来に、あらゆるものに会えると、わかっていた。途中のどこかで真珠がぼくに手渡される、とも。」(第一部、1のラスト)
1948 年 7 月、彼はニュージャージー州パターソンの叔母の家を出発した。彼のポケットには復員軍人への給付金から貯めてきた 50 ドル (2021 年の 564 ドルに相当) が入っているだけだった。
いくつかのバスに乗ってヒッチハイクした後、彼はデンバーに到着し、そこでカルロ・マルクス、ディーン、およびその友人たちと交流をもつ。
パーティーもあったし、その中にセントラル・シティのゴースト・タウンへの小旅行もあった。最終的にサルはバスで出発し、サンフランシスコに到着し、そこでレミ・ボンクールとガールフレンドのリー・アンに会う。
レミは、船を待っている船員のための待機キャンプで、サルが警備員としての仕事に就くように手配してくれる。
この仕事を長く続けていなかったサルは、再び旅に出る。「ああ、私が愛する少女はどこにいるの？」彼は疑問に思う。
すぐに、彼はロサンゼルス行きのバスの中で、「最もかわいいメキシコの女の子」テリーに出会う。彼らは一緒にいて、ベーカーズフィールドに戻る、そして家族が畑仕事をしている「彼女の故郷」であるサビナルへ。彼はテリーの兄弟リッキーに会い、彼は「マニャーナだな」（「明日だな」）の本当の意味を教えてくれる。綿花畑で働いているサルは、自分がこの種の仕事に向いていないことに気づく。テリーを置き去りにして、彼はピッツバーグに戻る東のバスに乗る。ニューヨークまでのお金がなかったので。その先は、ニューヨーク市のタイムズ スクエアに向かう途中でヒッチハイクする。そこに着くと、タイムズスクエアからパターソンの街まで、バス代がなかった。ギリシア人の牧師に物乞いして、25セントを恵んでもらい、叔母の家に到着しましたが、彼に会いに来たディーンとはすれ違いになった。

### 第二部
その後、サルは復員兵援護法で出るお金で学校に通っていた。1948 年 12 月、サルはバージニア州テスタメントで親戚とクリスマスを祝っている。そこへ、ディーンがメリールウ (サンフランシスコに 2 番目の妻カミーユと生まれたばかりの赤ちゃんエイミーを残して) とエド・ダンケルを連れて現れる。
サルのクリスマスの計画は、打ち砕かれた。「今や、またしても虫がぼくにとりついた。今度の虫の名前は、ディーン・モリアーティ」。ふたたび路上へスパートすることになった。
最初に彼らはニューヨークに車で行き、そこでカーロに会い、いろんなパーティを覗く。新年のパーティなど。
ディーンは、サルにメリールウとセックスしてもらい、その時の彼女の様子を見たいという願望があったが、サルは、それを断る。ディーンの49年型ハドソンで、彼らは 1949 年 1 月にニューヨークを出発し、ニューオーリンズに到着した。アルジャ―ズでは、彼らはモルヒネ中毒のオールド・ブル・リーと彼の妻ジェーンの町外れの湿地帯そばの家に滞在する。ダンケルの妻ガラテアが、ニューオーリンズで合流し、サル、ディーン、マリルは旅を続ける。
サンフランシスコに着くと、ディーンは再びマリールウを置き去りにして、カミールを連れていなくなってしまった。「どんなロクデナシかわかった？どんなに寒いところだろうが、置いてけぼりにしていくのよ。自分の都合で」とメリールウがサルにいう。
２人はしばらくホテルに泊まる。しかしディーがいなくなると、メリールウは彼を通してのみサルとつながっていたので、もうサルはどうでもいい人間でしかなく、喧嘩ばかり、彼女はナイトクラブのオーナーと姿を消し、サルはまた一人になった。マーケット通りをほっつき回りながら、200年前のイギリスにいた母親や泥棒になった息子からいろんな幻想を思い描く。
ディーンが戻ってきて、サルを自分の家族のところに連れて行ってくれる。彼らはナイトクラブを訪ね、黒人のミュージシャン、スリム・ジェラードやその他のジャズ音楽を聴く。
滞在は、「フリスコに来て何を成し遂げたのかわからない」という酸っぱいメモで終わり、サルは出発し、バスでニューヨークに戻る。

### 第三部
彼らはガラテアに会いに行く。エドはまたしても彼女を置き去りにして、どこかにでかけてしまっていた。、ガラテアはディーンに、メリールウと子どもを置いて家を出てしまったことをなじる。ディーンはヘラヘラしているだけ。サルは、ディーンがあまりに罪なことを重ねたので、馬鹿に、愚者に、山の聖者になったのだと思う。
みんなはディーンのことを史上最低の悪党だと言って非難するが、サルは、実に面白い、愉快なペテン師なんだと、擁護する。フォルサム通りのリトル・ハーレムでジャズとお酒を楽しんだ後、ガラテアのところには戻れないので、場末のホテルに泊まる。彼らはサクラメントへ、東へ出発する。
旅の道連れは、車の持ち主のゲイに恋人カップル、サルとディーン。途中ゲイは、サルに行為の誘いをかけるがサルは受け付けない。ディーンは車の操縦を交代して、狂気のような運転を披露して、ゲイとカップルを恐怖に陥れる。
デンバーでのサルとディーンの会話は、ディーンがサルに彼の年齢を思い出させたとき、2人の間で成長している亀裂を示している。サルはディーンよりも年上で人生経験も長い。
彼らは、旅行会社から 1947 年のキャデラックをシカゴに運ぶという仕事を手に入れる。ディーンはほとんどの場合、クレイジーで不注意で、時速 100 マイル (160 km/h) を超える速度で運転し、酷い状態で車を届ける。バスでデトロイトに移動し、スキッド・ロウで一夜を過ごす、ディーンはホームレスの父親を見つけたいと思っている。。デトロイトからニューヨークまで乗り合い、ロングアイランドにあるサルの叔母の新しいアパートに到着する。彼らはニューヨークでパーティーを続け、そこでディーンはイネズと出会い、サンフランシスコのカミールとは電話で離婚の話し合いをする。ディーンは、そのカミールが2番目の子どもの出産を控えている間にイネズを妊娠させてしまう。結局、ディーンは4人の子持ちになり、文無しで、トラブルとスピードの塊になって、イタリアに行く話はおじゃんになった。

### 第四部
サルは書いた本を売って、多少ふところが暖かくなった。これで溜まっていた家賃も払った。1950年、春、サルはまた旅に出たくなる。ディーンはマンハッタンの駐車場で働いているので、別れの挨拶だけして、彼は置いてたびに出ることにする。
バスでサルは再び道路に乗り、ワシントン DC、アッシュランド、シンシナティ、セントルイスを通り、最終的にデンバーに到着しする。そこで彼はスタン・シェパードに会い、ディーンが車を買って彼らに加わる途中であることを知ったとき、フランス旅行から帰ってきたばかりで、デンバーの生活に飽き飽きしていた2人はメキシコシティに行くことを計画する。
ガタガタの1937年型フォードセダンに乗って、3人はテキサスを横切ってラレードに向かった。ラレードは、国境ざかいのごろつきがウロウロして、チャンスをうかがっている不気味な街だった
国境を越えるところ。彼らは恍惚として、「何もかも捨てて、未知の局面に入るんだ」。彼らのお金よりも多くのものを購入し (ビール 10 セント)、警察はのんびりしていて、マリファナはすぐに手に入るし、人々は好奇心旺盛で友好的である。
風景も素晴らしい。グレゴリアで、彼らは地元の子供であるビクターに会い、売春宿に連れて行って最後のグランドパーティーを開き、マンボに合わせて踊り、飲み、売春婦と楽しむ。メキシコシティでは、サルは赤痢で病気になり、「錯乱して意識不明」になってしまう。ディーンはサルをスタンにまかせて置き去りにし、カミールと離婚が成立したので、彼はニューヨークのイネズのもとに帰るという。私が良くなったとき、私は彼が嫌な野郎だと思ったが、ディーンの人生のどうしょうもない複雑さを思い、どうせ病気の自分なんかほっぽりだして何人もの妻やらなんやらとよろしくやることを優先するしかなかったんだろうと理解する。

### 第五部
メキシコで離婚届を入手したディーンは、最初にニューヨークに戻ってイネスと結婚したが、彼女を離れてカミーユに戻った。
サルは、メキシコでの赤痢から回復した後、秋にニューヨークに戻っている。彼はローラという女の子を見つけ、彼女と一緒にサンフランシスコに引っ越す計画を立てている。家具の一切合切もトラックに詰め込んで。
サルは、サンフランシスコに引っ越す計画についてディーンに手紙を書く。ディーンは、ローラとサルに同行する意思があると返信してくる。ディーンは 5 週間以上早く到着するが、サルは一人で深夜の散歩に出ていて、戻ってきたところで、プルーストのコピーを見る。そしてそれがディーンのものであることを知る。
ディーンは、イネズのところに行って、叩き出された。そしてニューヨークに３日いると、もう鉄道のパスで列車で昼夜ぶっ通しの大陸横断鉄道で西海岸に戻る準備を始めた。しかし、サルはロスに引っ越すためトラックを用意できるだけの資金がなかった。
サルの友人レミ・ボンクールは、メトロポリタン・オペラ・ハウスでのデューク・エリントンのコンサートに行くので、サルもローラと行ったらどうだとチケットをくれる。途中、ディーンに40番街までの車に同乗させてくれというが、サルはそれを断る。
サルのガールフレンドのローラは、これがサルにとってつらい瞬間であることに気づき、パーティーがディーンなしで出発するので、彼に対応を促します。サルは「彼は大丈夫だ」と答えます。サルは後に、ニュージャージーの夜空の下、川の桟橋に座って、彼が旅してきたアメリカの道と土地について振り返り、ついに見つからなかった、ディーンの父親オールド・ディーン・モリアーティのことを思い出す。

## 日本語訳
- 『路上』福田実訳、河出書房新社 1959年、のち新版／河出文庫、1983年
- 『オン・ザ・ロード』 青山南訳、河出書房新社 2007年／河出文庫 2010年
- 『スクロール版 オン・ザ・ロード』 青山南訳、河出書房新社 2010年 - 上記概要にある巻物状の草稿版を訳出

## 映画化
ウォルター・サレス監督、フランシス・フォード・コッポラ製作総指揮により映画化され、2012年に公開された。